# Władimir Kirsanow
Władimir Kirsanow, ros. Влади́мир Ива́нович Кирса́нов (ur. 13 sierpnia 1947 we wsi Iwaszkowo, obwód kaliniński, zm. 20 marca 2021) – radziecki i rosyjski tancerz, choreograf i pedagog; Zasłużony Artysta Federacji Rosyjskiej (1995).
W 1965 rozpoczął naukę w Państwowej Szkole Sztuki Cyrkowej i Estradowej, uczył się pantomimy, akrobatyki, aktorstwa. Jego nauczycielem był m.in. Władimir Ziernow, znany tancerz stepujący, którego został asystentem (w ten sposób rozpoczynając działalność dydaktyczną). Od 1973 uczył się w Warsztatach Choreograficznych Moskoncertu.
W 1987 ukończył studia na wydziale estrady GITIS, tam również wykładał step.
Zmarł 20 marca 2021 z powodu powikłań po zarażeniu COVID-19. Pochowany na Cmentarzu Trojekurowskim w Moskwie.